# ميخائيل يونغ (لاعب كرة قاعدة)
ميخائيل يونغ (بالإنجليزية: Michael Young)‏ هو لاعب كرة قاعدة أمريكي، ولد في 19 أكتوبر 1976 في كوفينا في الولايات المتحدة.

## وصلات خارجية
- ميخائيل يونغ على موقع دوري كرة القاعدة الرئيسي (الإنجليزية)
- ميخائيل يونغ على موقعبيزبول رفرنس.كوم (الدوري الرئيسي) (الإنجليزية)
- ميخائيل يونغ على موقعبيزبول رفرنس.كوم (الدوري الثانوي) (الإنجليزية)
- ميخائيل يونغ على موقع إي إس بي إن.كوم (أم.أل.بي) (الإنجليزية)
- ميخائيل يونغ على موقع مشجعي الرسوم البيانية (الإنجليزية)